# Румане-Кенине, Анна
Анна Румане-Кенине (латыш. Anna Rūmane-Ķeniņa; 13 ноября 1877, Елгава — 9 ноября 1950, Рига) — латышская писательница, преподаватель, дипломат и общественный деятель. Одна из подписантов Меморандума Центрального Совета Латвии от 17 марта 1944 года. Член Народного совета Латвии.

## Биография
Родилась 13 ноября 1877 года в Елгаве в семье железнодорожника. В 1896 году окончила Елгавскую женскую гимназию (Hohere Tochterschule).
В 1905 году будущий муж — Атис Кенинь заканчивает строительства здания по адресу Тербатас 15/17. 1 сентября 1905 года Анна Кенине открывает в здание Женскую гимназию. Здание вскоре стало центром образования, литературы и искусства. В дальнейшем здание получило статус архитектурной ценности и стало известна как «Школа Кениня».
В 1911 году обучалась в Сорбоне, а с 1913 года в Женевском университете. В 1916 году окончила Педагогический институт имени Жан-Жака Руссо в Женеве. С 1917 по 1919 год — референт Балтийских дел в отделе прессы Министерства внешних дел Франции. В 1918 году участвовала в создание журнала «Revue Baltique».
В 1919 году возвращается в Латвию. Участвует в редакционной комиссии Латвийского женского корпуса помощи. В том же году уезжает в Париж где работает управляющей бюро прессы министерства внешних дел Латвии. В 1921 году создает Французский альянс в Латвии. В этом же году была награждена французским орденом «Palmes Academiques» 1 степени. В 1923 году вышла замуж за педагога и дипломата Атиса Кениня. В 1925 году и с 1928 по 1929 год лектор по журналистике и писательскому мастерству в США. В 1926 году награждена орденом Трёх звёзд 4 степени
В 1944 году эмигрировала в Германию. После войны тяжело болела и вернулась в Латвию.
В прессе печаталась под псевдонимом Aina Rasmere. Писала на темы педагогики, политики и прав женщин. Первая публикация «Dzīvot gribas» вышла в газете «Pēterburgas Avīzes». В 1908 году в печать вышла драма «Melnais ērglis» (Черны орёл).
Семья:
- Муж — Атис Кенинь — поэт, педагог и дипломат.
- Сын — Таливалдис Кениньш — композитор
- Внук — Юрис Кениньш — композитор

Умерла 9 ноября 1950 году, похоронена на Большом кладбище.